# Saint-Parize-le-Châtel
Pour les articles homonymes, voir Chatel.
Saint-Parize-le-Châtel est une commune française, située dans le département de la Nièvre en région Bourgogne-Franche-Comté.

## Géographie
Saint-Parize-le-Châtel est située au sud-ouest du département de la Nièvre, entre la Loire et l'Allier, à environ 18 km de Nevers. Elle est également à proximité de la RN 7 et à environ 10 km de l'autoroute A77.
Une grande partie du circuit de Nevers Magny-Cours se trouve sur le territoire de la commune.

### Géologie
Saint-Parize se trouve à l'extrémité de la faille géologique éponyme qui descend depuis la vallée de la Limagne en Auvergne sur près de 150 kilomètres de long.

### Climat
Pour des articles plus généraux, voir Climat de la Bourgogne-Franche-Comté et Climat de la Nièvre.
En 2010, le climat de la commune est de type climat océanique dégradé des plaines du Centre et du Nord, selon une étude du Centre national de la recherche scientifique s'appuyant sur une série de données couvrant la période 1971-2000. En 2020, Météo-France publie une typologie des climats de la France métropolitaine dans laquelle la commune est exposée à un climat océanique altéré et est dans la région climatique  Centre et contreforts nord du Massif Central, caractérisée par un air sec en été et un bon ensoleillement. 
Pour la période 1971-2000, la température annuelle moyenne est de 11,2 °C, avec une amplitude thermique annuelle de 15,9 °C. Le cumul annuel moyen de précipitations est de 823 mm, avec 11,7 jours de précipitations en janvier et 7,6 jours en juillet. Pour la période 1991-2020, la température moyenne annuelle observée sur la station météorologique de Météo-France la plus proche, « Nevers-Marzy », sur la commune de Marzy à 16 km à vol d'oiseau, est de 11,4 °C et le cumul annuel moyen de précipitations est de 783,5 mm. 
La température maximale relevée sur cette station est de 39,4 °C, atteinte le 31 juillet 2020 ; la température minimale est de −25 °C, atteinte le 9 janvier 1985,,. 
Les paramètres climatiques de la commune ont été estimés pour le milieu du siècle (2041-2070) selon différents scénarios d'émission de gaz à effet de serre à partir des nouvelles projections climatiques de référence DRIAS-2020. Ils sont consultables sur un site dédié publié par Météo-France en novembre 2022.

## Urbanisme

### Typologie
Au 1er janvier 2024, Saint-Parize-le-Châtel est catégorisée commune rurale à habitat dispersé, selon la nouvelle grille communale de densité à sept niveaux définie par l'Insee en 2022.
Elle est située hors unité urbaine. Par ailleurs la commune fait partie de l'aire d'attraction de Nevers, dont elle est une commune de la couronne,. Cette aire, qui regroupe 93 communes, est catégorisée dans les aires de 50 000 à moins de 200 000 habitants,.

### Occupation des sols
L'occupation des sols de la commune, telle qu'elle ressort de la base de données européenne d’occupation biophysique des sols Corine Land Cover (CLC), est marquée par l'importance des territoires agricoles (78,8 % en 2018), en diminution par rapport à 1990 (80,4 %). La répartition détaillée en 2018 est la suivante :
prairies (40,6 %), terres arables (25,3 %), forêts (14,2 %), zones agricoles hétérogènes (12,9 %), espaces verts artificialisés, non agricoles (3,3 %), zones urbanisées (2,1 %), mines, décharges et chantiers (1,3 %), milieux à végétation arbustive et/ou herbacée (0,4 %), zones industrielles ou commerciales et réseaux de communication (0,1 %). L'évolution de l’occupation des sols de la commune et de ses infrastructures peut être observée sur les différentes représentations cartographiques du territoire : la carte de Cassini (XVIIIe siècle), la carte d'état-major (1820-1866) et les cartes ou photos aériennes de l'IGN pour la période actuelle (1950 à aujourd'hui).

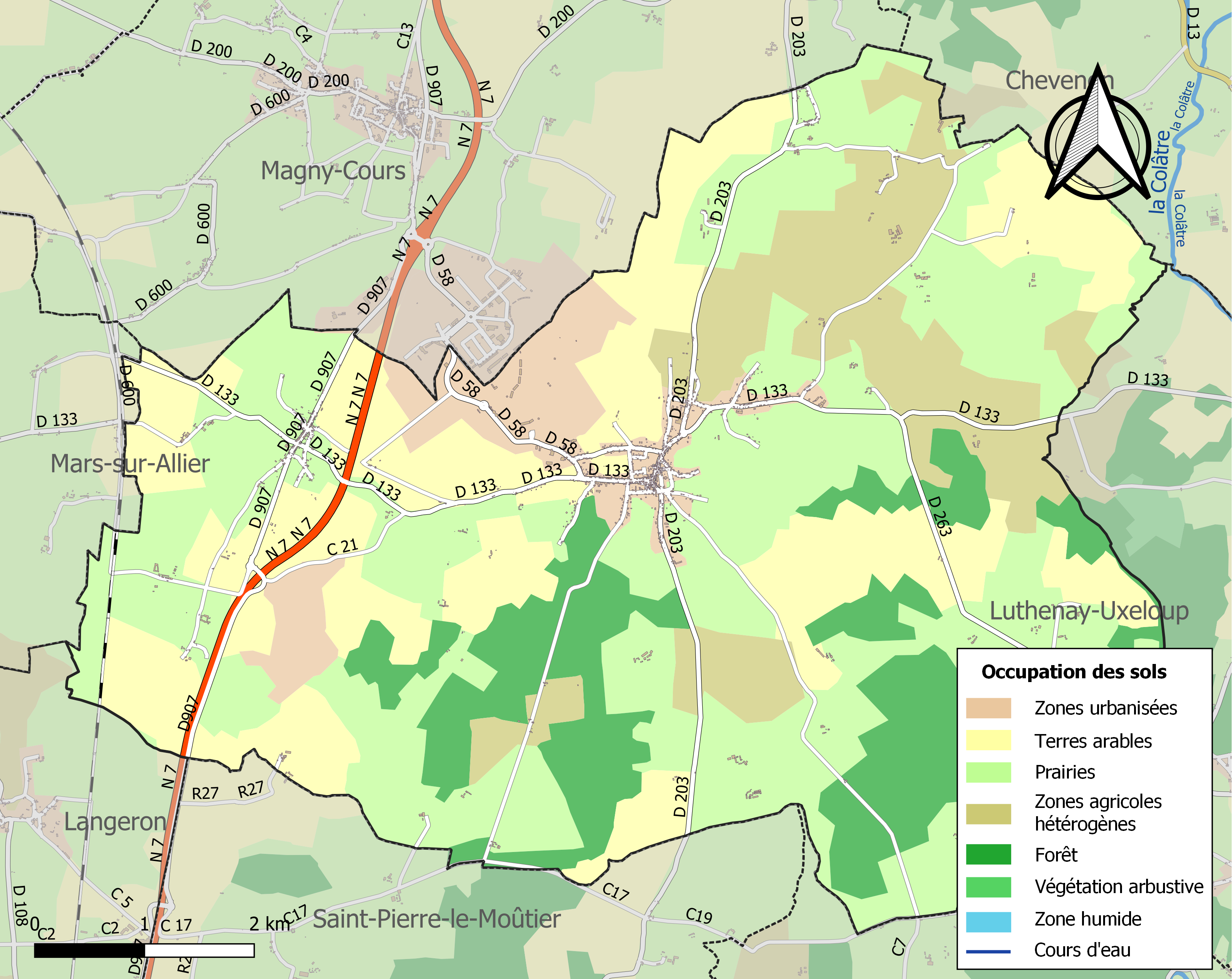
Carte des infrastructures et de l'occupation des sols de la commune en 2018 (CLC).

## Histoire

### Époque gauloise
Un peuple celte, les Boïens (Boii), a été assigné à résidence par Jules César dans un triangle dont les côtés sont la Loire, l'Allier et, au Sud, la voie romaine Autun-Bordeaux par Bourges. Leur capitale Gergovia Boiorum, appelée Gorgobina par César en -52, était probablement au sud de la commune actuelle de Saint-Parize-le-Châtel, à l'est de Saint-Pierre-le-Moûtier[réf. nécessaire].

### Époque romaine
Deux voies romaines auraient traversé Saint-Parize-le-Châtel. La première allait d'Augustodunum (Autun) à Burdigala (Bordeaux) par Avaricum (Bourges), une partie de celle-ci existait encore au XIXe siècle mais fut détruite entre 1858 et 1881. La seconde voie partait de la fontaine des Vertus et se dirigeait vers Nevers. Un temple romain, désigné sous le nom de Bagaudes par les paysans, aurait existé. Toutefois aucun vestige de ce temple n'a subsisté, et il fut probablement détruit lors d'un soulèvement au IVe siècle. On trouve toutefois plusieurs traces de la civilisation romaine dans la région, des poteries, des piscines étages reliées par des tuyaux de plomb, une pièce d'argent du IIe siècle à l'effigie de la femme d'Adrien, un grand bronze de Marc Aurèle (musée de Nevers), un puits funéraire gallo-romain au lieu-dit "Bois de Bord", ou encore une fontaine pavée.

### Saint Patrice (VIesiècle)
Restée païenne jusque-là, la région où se trouve le village de Saint-Parize-le-Chatel aurait été évangélisée au VIe siècle par un moine nommé Patricius (Saint Patrice). Le bréviaire de 1534 dit qu'il vint avec deux compagnons, Germain et Germanion, du monastère de Saint-Pourçain, et qu'il se fixa en un endroit désert où se trouvait un temple romain en ruines, près d'une source, appelé Gentilico, lieu désigné aussi sous les noms de Gentiliaco ou Gentilly, ce qui signifie village des gentils ou des païens.
Il n'est pas certain que saint Patrice fut évêque de Nevers. L'abbaye qu'il avait fondée devint propriété de l'église de Nevers. Saint Patrice mourut en 555. Avant la Révolution française, ses restes auraient reposé dans la crypte de l'église actuelle ; ils auraient été dispersés vers 1773. La fête patronale de la Saint-Patrice était célébrée le deuxième dimanche de septembre mais n'existe plus de nos jours.

### Moyen Âge
En 888, Charles le Gros confirme à l'Église de Nevers la donation de plusieurs églises et abbayes dont « l'abbaye de Saint-Patrice, entre les rivières de Loire et Allier ».
Après Charlemagne, Gentilico aurait pris le nom de Saint-Patrice-le-Chastel (ou le Chasteau), du nom de Patricius et du château élevé près de l'église au Moyen Âge. Avec le temps, le « tr » s'est transformé en « r » et le « ce »  en « ze » et Patrice devint Parize.
Les seigneurs de St-Parize furent les Châtelperron de La Ferté-Chauderon, fondus dans les Mello de St-Bris (cf. Dreu V) puis dans les Damas d'Anlezy de Crux.

### Révolution française
Le 29 brumaire an II (19 novembre 1793), Saint-Parize-le-Châtel est renommé Brennery.  Après le 9 Thermidor, le bourg retrouve son nom.

### Époque contemporaine
Le 15 octobre 1894, la commune vendit les sources et ce fut la Société anonyme des eaux minérales de Saint-Parize, avec un capital de 350 000 francs et 60 actionnaires, qui géra désormais les sources.

### Première Guerre mondiale
De janvier à août 1918, Saint-Parize-le-Châtel accueille un des plus grands hôpitaux de campagne militaire américain de France. 330 ha, 700 baraquements, 40 000 lits. L'antiseptique Dakin y est inventé.
Le camp ferme en mai 1919. Il aura accueilli 12 000 blessés et comptabilisé 438 décès.

## Économie
La commune ne compte qu'une grande entreprise, le grossiste alimentaire Fmb Krill qui employait 107 personnes courant 2017.

## Politique et administration

### Liste des maires
| Période                                  | Période   | Identité                                         | Étiquette | Qualité                                                                       |
| ---------------------------------------- | --------- | ------------------------------------------------ | --------- | ----------------------------------------------------------------------------- |
| En 1810                                  |           | Mr Massin                                        |           |                                                                               |
| Vers 1890                                |           | Mr Robert                                        |           |                                                                               |
| juin 1935                                | mai 1945  | Marie-Louis-Joseph-Gabriel, Comte de Montrichard |           |                                                                               |
|                                          |           | Jean Couillard                                   |           |                                                                               |
| 1975                                     | 1986      | Achille Richard                                  |           |                                                                               |
|                                          |           | Mr Germain                                       |           |                                                                               |
| mars 1990                                | mars 2008 | Michel Derouet                                   | PS        | Retraité, conseiller général du canton de Saint-Pierre-le-Moûtier (1994-2001) |
| mars 2008                                | En cours  | André Garcia                                     | SE        | Retraité de la SNCF Président de la communauté de communes                    |
| Les données manquantes sont à compléter. |           |                                                  |           |                                                                               |

## Démographie
L'évolution du nombre d'habitants est connue à travers les recensements de la population effectués dans la commune depuis 1793. Pour les communes de moins de 10 000 habitants, une enquête de recensement portant sur toute la population est réalisée tous les cinq ans, les populations de référence des années intermédiaires étant quant à elles estimées par interpolation ou extrapolation. Pour la commune, le premier recensement exhaustif entrant dans le cadre du nouveau dispositif a été réalisé en 2004.

En 2022, la commune comptait 1 216 habitants, en évolution de −8,5 % par rapport à 2016 (Nièvre : −3,28 %, France hors Mayotte : +2,11 %).
| 1793  | 1800  | 1806  | 1821  | 1831  | 1836  | 1841  | 1846  | 1851  |
| ----- | ----- | ----- | ----- | ----- | ----- | ----- | ----- | ----- |
| 1 140 | 1 142 | 1 105 | 1 202 | 1 301 | 1 493 | 1 332 | 1 502 | 1 667 |

| 1856  | 1861  | 1866  | 1872  | 1876  | 1881  | 1886  | 1891  | 1896  |
| ----- | ----- | ----- | ----- | ----- | ----- | ----- | ----- | ----- |
| 1 764 | 1 751 | 1 902 | 1 718 | 1 812 | 1 737 | 1 672 | 1 592 | 1 548 |

| 1901  | 1906  | 1911  | 1921  | 1926  | 1931  | 1936  | 1946  | 1954  |
| ----- | ----- | ----- | ----- | ----- | ----- | ----- | ----- | ----- |
| 1 568 | 1 568 | 1 524 | 1 281 | 1 179 | 1 107 | 1 079 | 1 054 | 1 095 |

| 1962  | 1968  | 1975 | 1982 | 1990  | 1999  | 2004  | 2006  | 2009  |
| ----- | ----- | ---- | ---- | ----- | ----- | ----- | ----- | ----- |
| 1 147 | 1 123 | 985  | 982  | 1 201 | 1 277 | 1 301 | 1 310 | 1 286 |

| 2014  | 2019  | 2022  | - | - | - | - | - | - |
| ----- | ----- | ----- | - | - | - | - | - | - |
| 1 321 | 1 246 | 1 216 | - | - | - | - | - | - |

## Lieux et monuments

### L'église Saint-Patrice et la crypte
L'église Saint-Patrice, classée au titre des monuments historiques en 1862, a été construite au XIIe siècle, sans doute en remplacement de l'oratoire de l'ancienne abbaye édifié 300 ans plus tôt sur les lieux de l'évangélisation de saint Patrice. L'église prieurale de Saint-Parize fut consentie en 1113 à son chapitre par l'évêque de Nevers. Bien que construite au début du XIe siècle, elle a été presque entièrement refaite au XIXe siècle.
Du point de vue architectural, l'église est constituée d'une nef unique plutôt modeste. Au XIXe siècle, on lui ajouta un large transept supportant une tour-clocher massive. Le chœur, constitué de deux courtes travées, se termine par une abside à cul-de-four complètement restaurée sous laquelle se trouve la crypte.
Le portail occidental s'ouvre en plein cintre dans un avant-corps. Celui-ci est épaulé par des demi-contreforts plats sous une archivolte qui est cernée par une frise de palmettes. Le petit chapiteau à gauche montre deux têtes de monstres vomissant des feuillages entrelacés et terminés par des palmes ; à droite, un monstre s'apprête à dévorer un personnage.
La crypte romane date elle aussi du XIIe siècle, mais elle est restée intacte et constitue donc l'élément le plus intéressant du lieu. Elle se divise en trois nefs égales de trois travées séparées par deux rangées de colonnes sur socle carré, et s'achève par une abside à cul-de-four peu profonde.
Les voûtes, à compartiments d'arêtes, retombent aux murs sur de courtes colonnes à chapiteaux non décorés, elles-mêmes surhaussées par un soubassement continu. La crypte est également ornée d'éléments funéraires, stèles et sarcophages, du Moyen Âge.
La lumière du jour est distribuée par d'étroites ouvertures. La crypte compte six colonnes centrales à chapiteaux dont les corbeilles ont une décoration particulièrement fantaisiste. Elle est ouverte tous les jours.

L'église Saint-Patrice (-XIXe siècle)
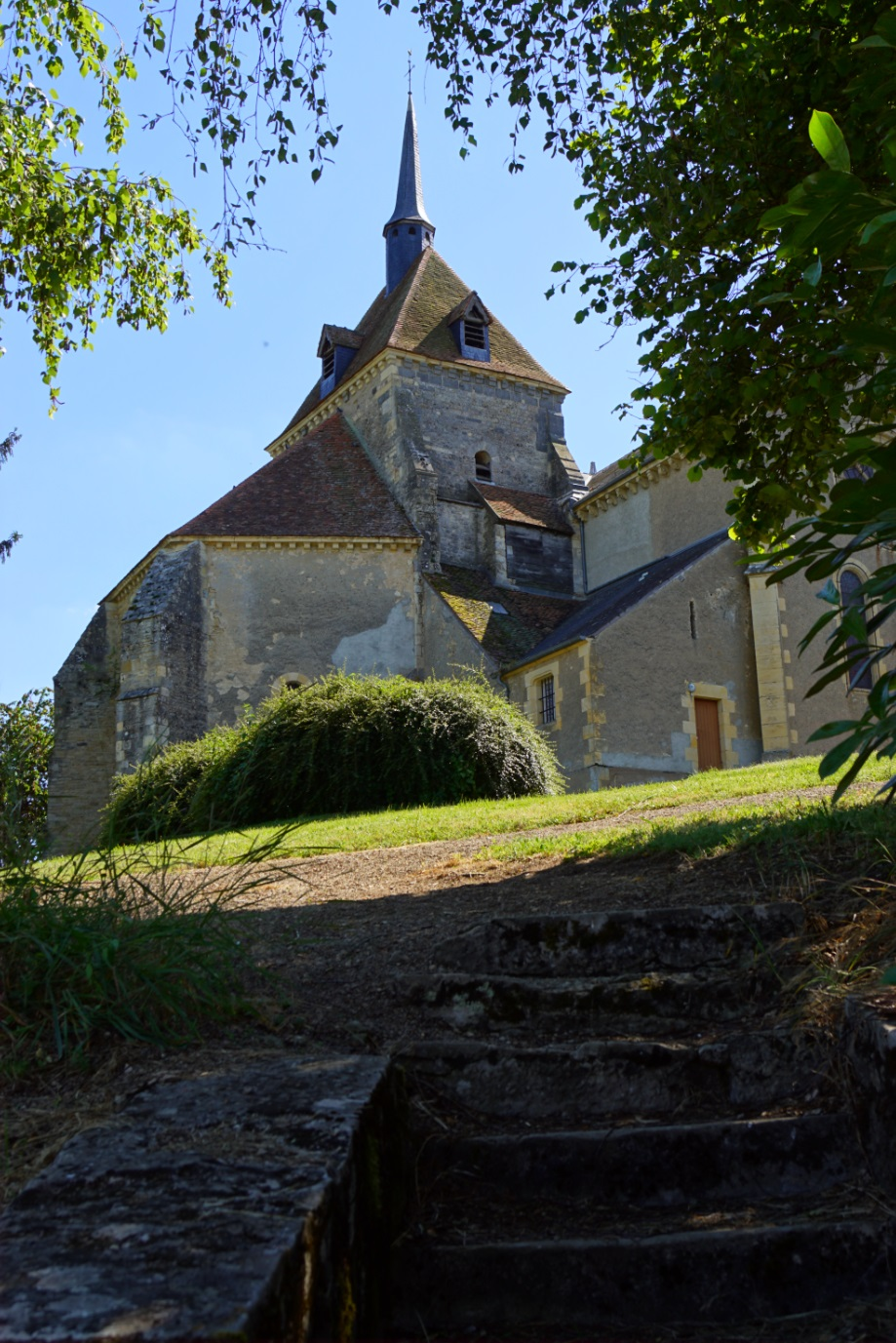
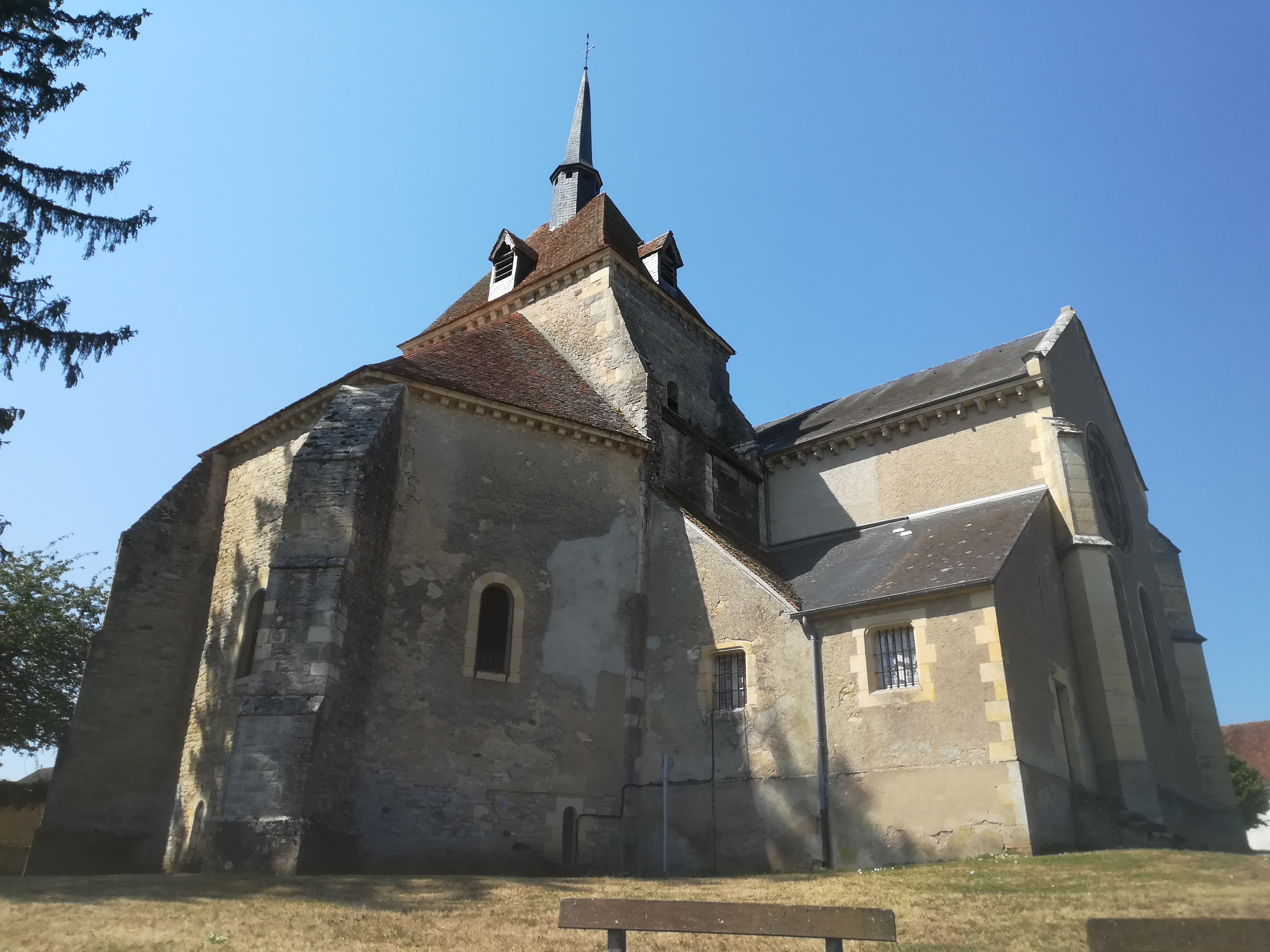
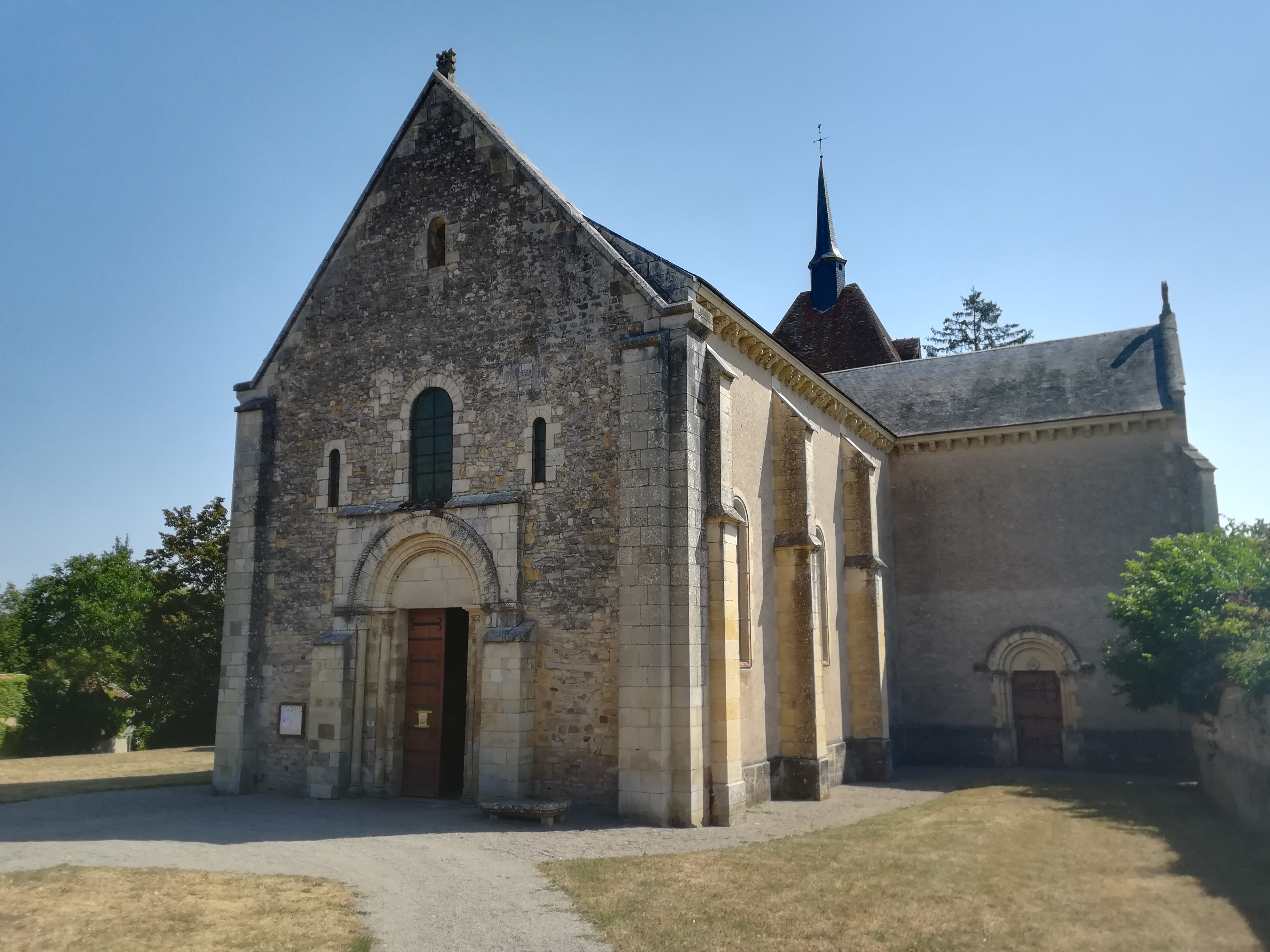
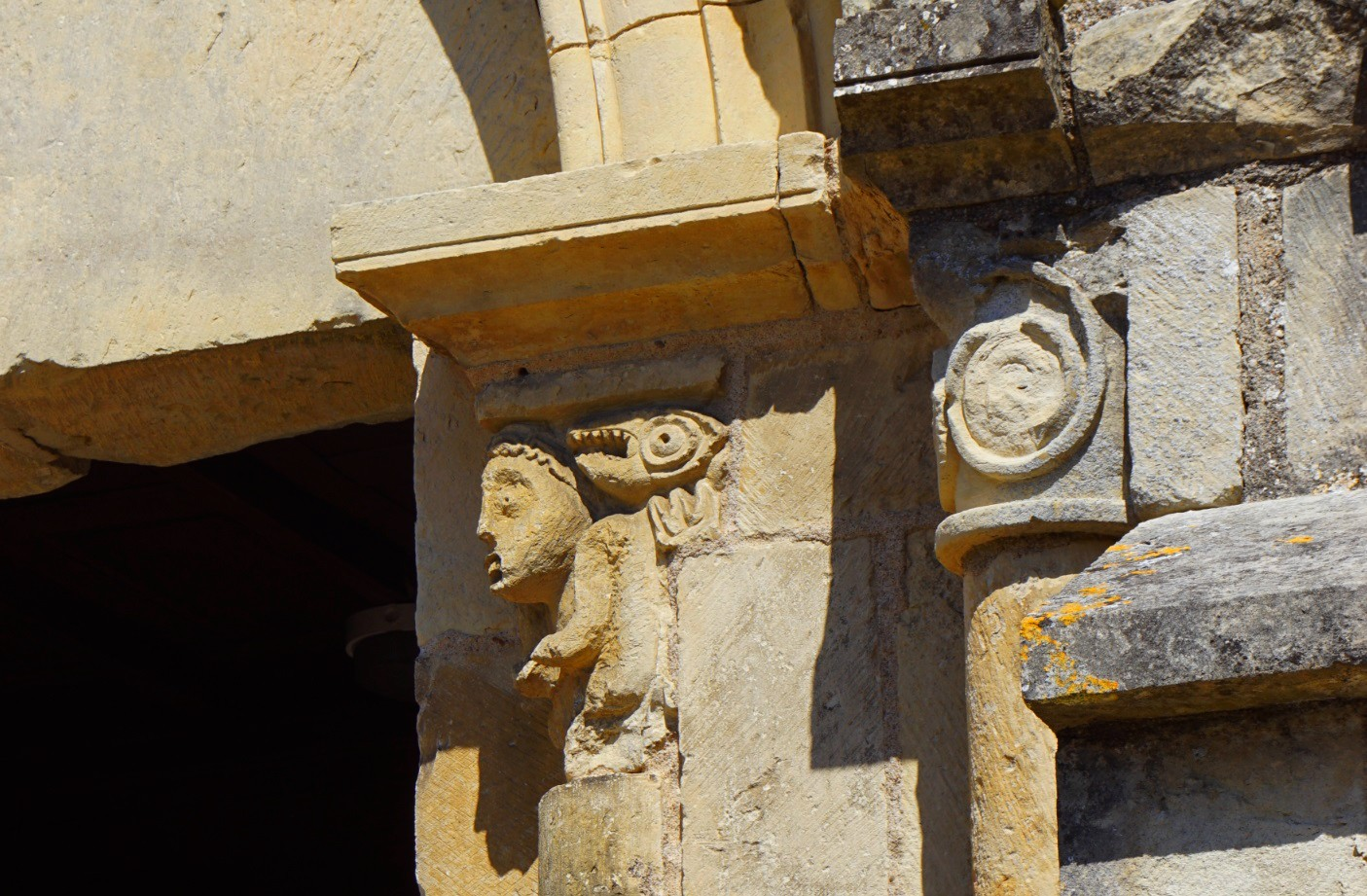
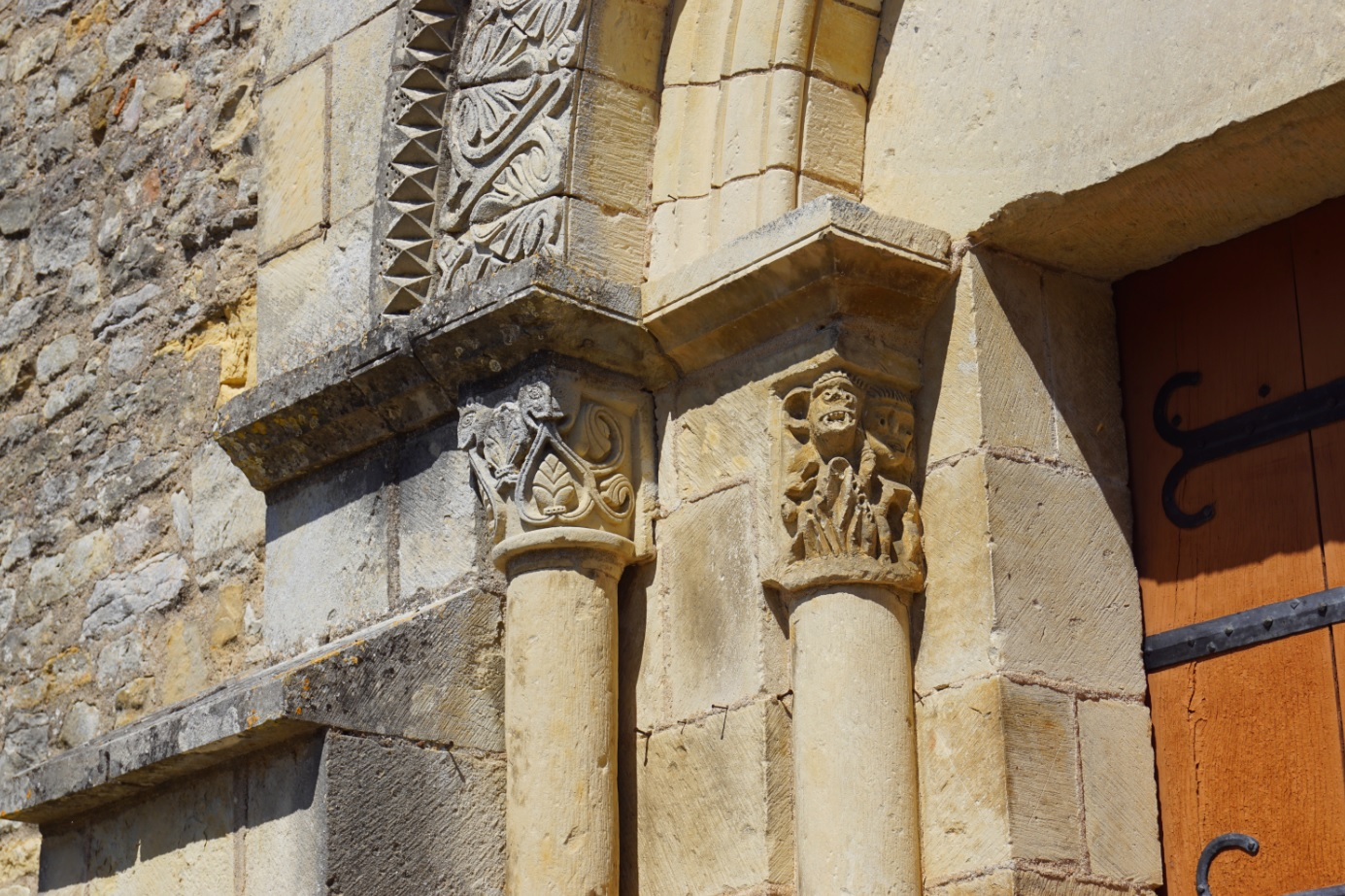

- L'église Saint-Patrice (XIIe-XIXe siècle)

### Le château d'eau de l'hôpital américain

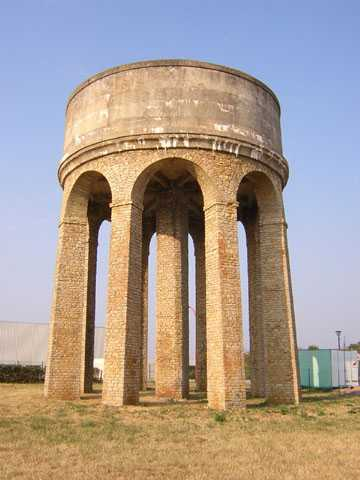
Château d'eau américain.

En 1917, les États-Unis entrent en guerre contre l'Allemagne. Des troupes américaines débarquent donc en France.  La proximité de la gare de Mars-sur-Allier et du front fait de Saint-Parize un endroit idéal pour la construction d'un hôpital militaire de campagne. Pendant l'hiver 1917-1918, c'est une véritable ville qui s'installe.
Sur environ 200 ha, des centaines de baraquements en brique sont construits et au maximum environ 40 000 personnes s'y installèrent. On pompe de l'eau dans l'Allier : elle est canalisée jusqu'à un réservoir, rapidement insuffisant ; un château d'eau est donc construit. L'armistice de 1918 sera signé avant qu'il ne soit utilisé.
Le cimetière se trouvait au lieu-dit la Plaine et fut transféré à Nevers. La stèle commémorant ces combattants se trouvait jadis sur le bord de la RN 7 entre Moiry et Magny-Cours, elle a maintenant été transférée au cimetière de Saint-Parize.
Le château d'eau est inscrit au titre des monuments historiques en 2016.

### Le château de la Chasseigne
L'ancien manoir datait du XVe siècle, il n'en reste plus que le porche composé de deux tours, l'ensemble étant relié par une galerie au château moderne. Le château actuel est de style Renaissance et fut bâti en 1868. En 2020, une association, Les Amis de la Chasseigne, est créée dans le but de sauver le château, dont l’état général nécessite des interventions importantes.

### Le château de Tâches
Le château de Tâches date du XVIe siècle. Il aurait servi de rendez-vous de chasse à François Ier. Rénové depuis peu, il a été de nombreuses années laissé à l'abandon.

### Le château de Villars
Le vieux château de Villars date du début du XIVe siècle. C'était une forteresse de première importance que se disputèrent Français et Anglais, Armagnacs et Bourguignons pendant la guerre de Cent Ans. Le château est inscrit au titre des monuments historiques en 2015.

### Le château de Lange
Il y avait à l'origine un petit château fort du XIIe siècle, les restes d'une de ses tours étaient encore visibles au début du XXe siècle, à l'ouest de la bâtisse actuelle.
Le château actuel date du XVe siècle. Le premier seigneur de Lange connu est Regnaud de Lange, mais c'est sans doute Jean de Lange qui fit construire le château existant aujourd'hui. À noter qu'en 1525 y naquit Nicolas de Lange, petit-fils du précédent qui devint avocat du roi au présidial de Lyon, puis lieutenant-général à la sénéchaussée, et enfin conseiller puis premier président du Parlement de Dombes.

### Le lavoir
Il existait déjà au XIXe siècle, mais son aspect actuel date de 1890.

### Les Fonts-Bouillants
Le lieu-dit les Fonts-Bouillants tire son nom de fontaines d'eau minérale gazeuse, exploitées commercialement de 1895 à 1975, et du peuplement boyen de la région. Le bouillonnement visible a fait glisser le mot de Boïen ou Boyen vers Boyan et Bouillant. Mais la source fut exploitée bien avant l'implantation boyenne. Selon une légende, Sertorius[Qui ?] et tous les hommes de sa deuxième Légion Auguste atteints de la lèpre s'y seraient baignés et auraient guéri. Les Romains installèrent un établissement thermal dont l'amphithéâtre aurait été détruit par les guerriers de Charles Martel. Une maladrerie y aurait également été construite au XIIe siècle, ce qui expliquerait le nom d'un lieu-dit tout proche le Puits de Maux.
Une légende raconte que les sources étaient à l'origine à Cougny. Un jour, un assassin y aurait lavé son glaive ensanglanté. Le génie, gardien des eaux, leur ordonna de s'élever dans les airs et de quitter ce lieu désormais maudit. Dans leur course elles firent tomber quelques gouttes dans la fontaine des Vertus et dans l'étang de Civière, ce qui explique qu'on y voit également des bouillonnements. Un pionnier les aurait aperçues et en les charmant les fit descendre là où elles sont aujourd'hui.

### La fontaine des Vertus
On désigne par fontaine des Vertus une source d'eau bouillonnante, ayant sans doute la même origine que celles des Fonts-Bouillants, mais située plus loin du village en forêt. Il s'agit en fait de bulles de gaz, probablement du CO2, qui remonte régulièrement par endroits. En 2021, un permis de recherche d'hélium est accordé par le ministère de l'industrie.
Une légende locale raconte que Jeanne d'Arc, sans doute après avoir libéré Saint-Pierre-le-Moûtier le 4 novembre 1429, y aurait lavé son épée.

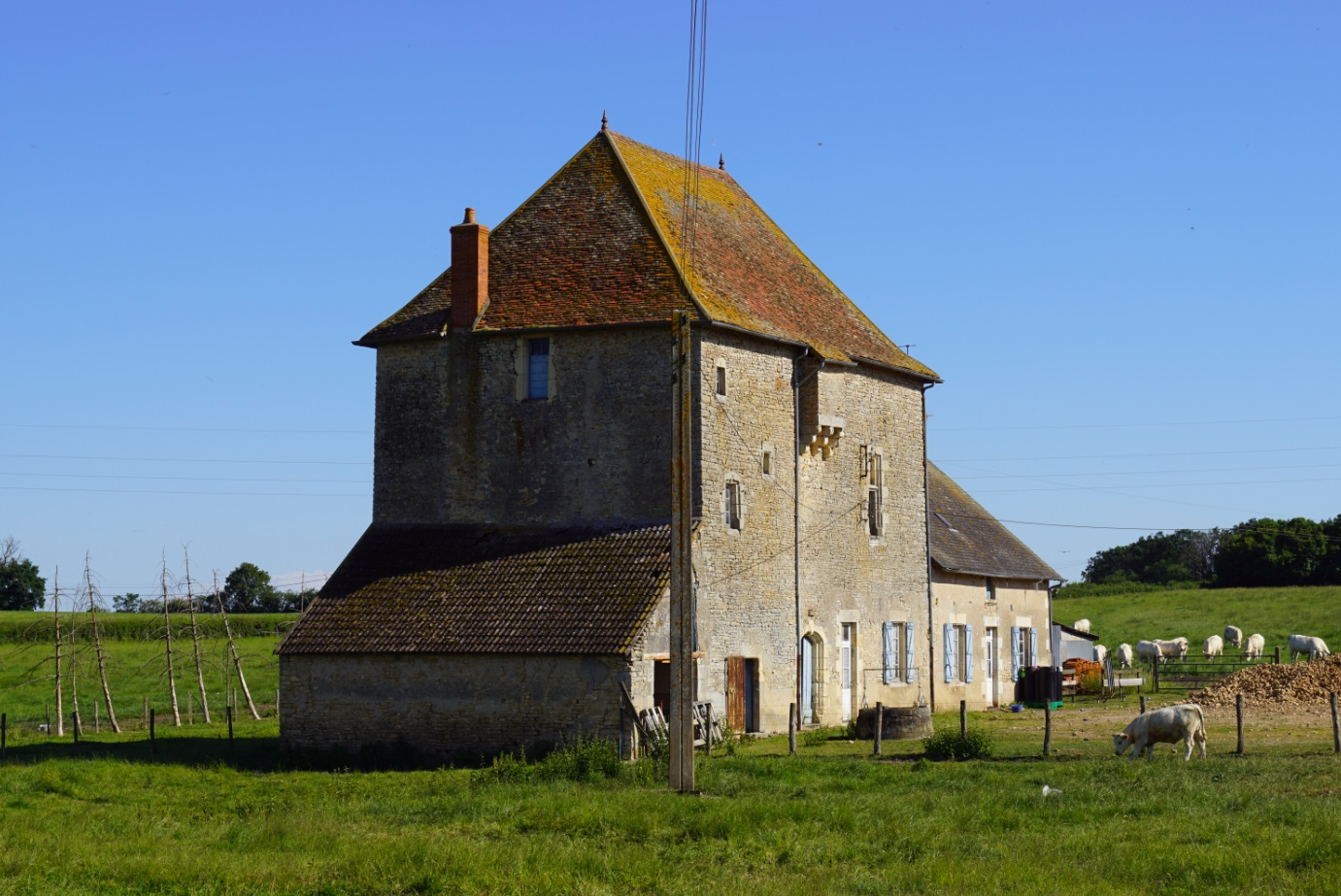
Château de Lange (XVe).
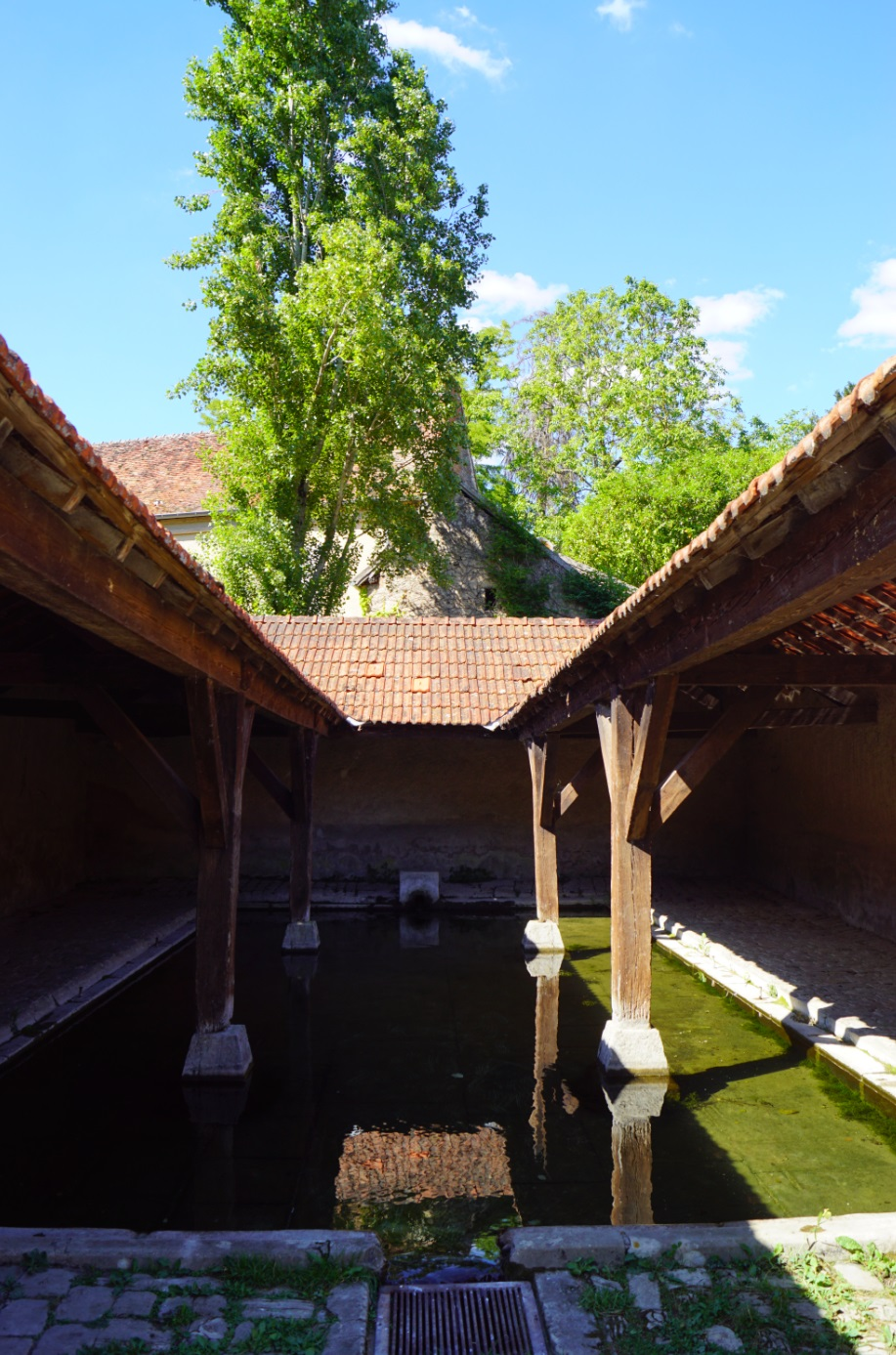
Lavoir (1890).
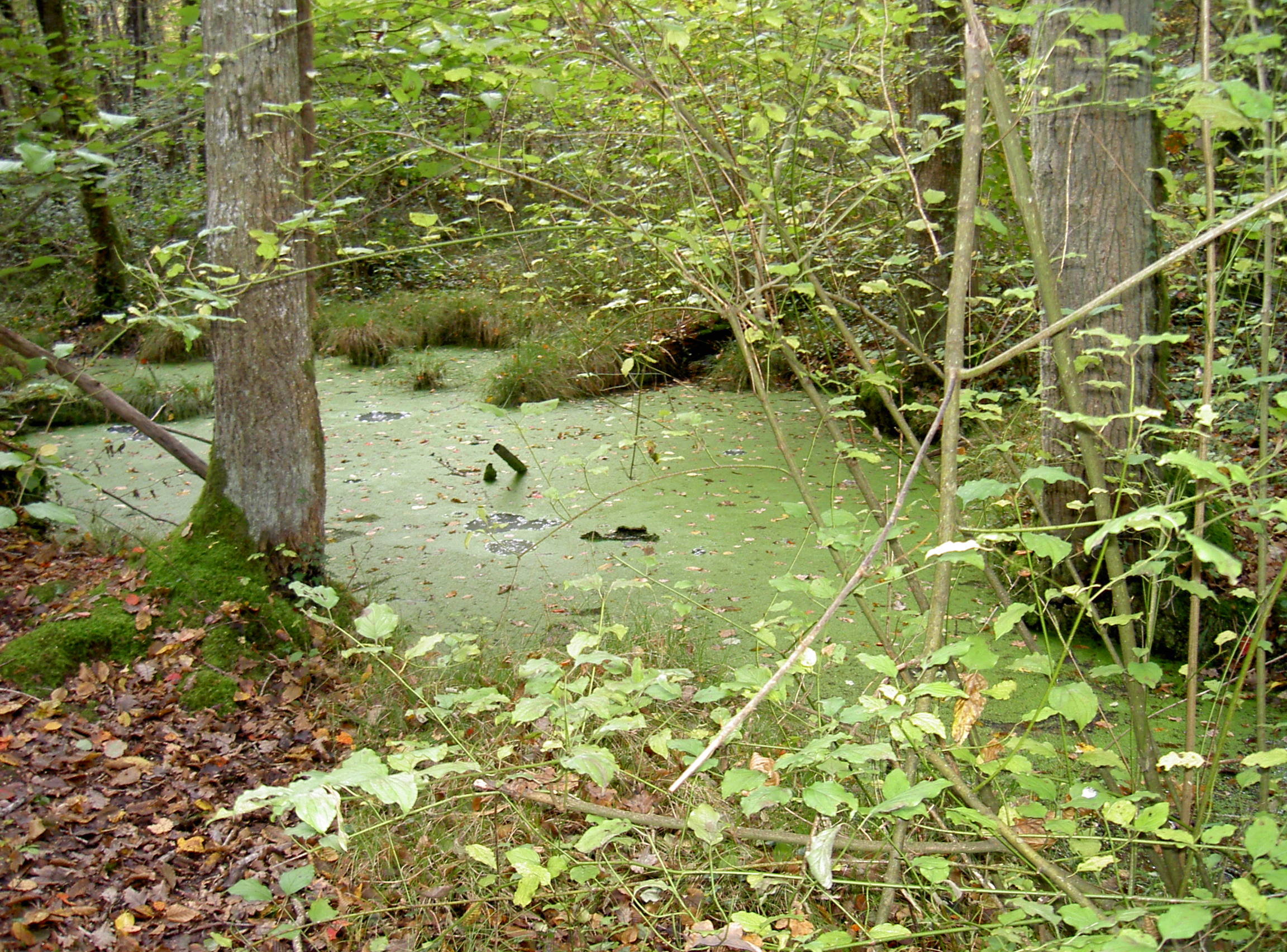
Fontaine des Vertus.
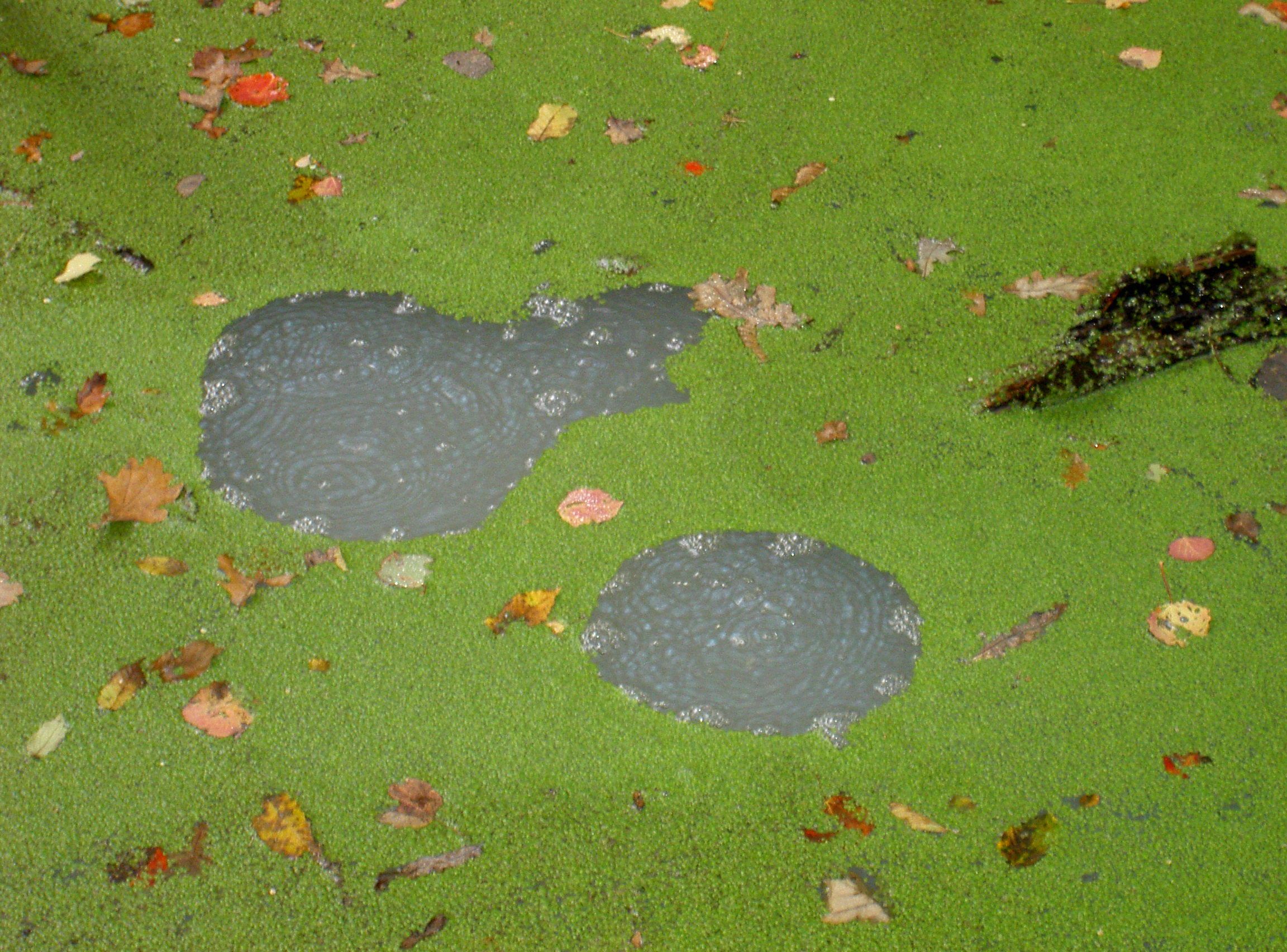
Les « Bouillonnements ».

## Personnalités liées à la commune
- Augustin Crosnier, ecclésiastique et érudit nivernais, ancien curé de Saint-Parize de 1828 à 1835.
- Nicolas de Lange .
- Johan Barthold Jongkind (1819-1891), peintre hollandais ; plusieurs de ses tableaux représentent Saint-Parize ou ses environs.